# Casper Zafer

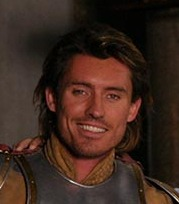
Caspar Zafer (Mitte der 2000er Jahre)

Casper Zafer (* 26. Oktober 1974) ist ein britischer Schauspieler ukrainischer Herkunft. In einigen Filmen wird er auch als Caspar Zafer geführt.

## Leben
Zafer, dessen Vater aus der Ukraine stammt, verbrachte einen Großteil seiner Kindheit und Jugendzeit in Mitteleuropa. Von 1994 bis 1997 studierte er Darstellende Kunst an der University College of Ripon und York St John. Von 2001 bis 2002 spielte er in der TV-Serie Dream Team mit. In The Hound of the Baskervilles von 2002 spielte er einen Wachmann. In diesem Film wurde er erstmals als Caspar Zafer aufgeführt. Eine größere Rolle übernahm er in Lady Musketier – Alle für Eine, wo er den Gaston spielte. 2006 spielte er die Hauptrolle in Kreuzritter 8 – Der weiße Ritter. Bekanntheit unter jüngerem Publikum erlangte er als Finn Mikaelson in der Serie The Vampire Diaries. Zafer übernahm seine Rolle als Finn, der zuvor in einem anderen Körper von Yusuf Gatewood gespielt wurde, auch in dem Spin-off The Originals. 2017 erschien der Kurzfilm An Interview with an Ad Man and an Astronaut, wo er neben der Verkörperung der Hauptrolle auch für das Drehbuch, die Produktion und die Regie zuständig war.

## Trivia
- Zafer ist Weltrekordhalter in Ozeanrudern. Beim im Sommer 2014 ausgetragenen Great Pacific Race 2014 bewältigte er zusammen mit drei anderen Ruderern in ihrem Boot Uniting Nations 2400 Meilen (3862,426 Kilometer) von Monterey nach Waikīkī in der Rekordzeit von 43 Tagen.[4]

## Filmografie (Auswahl)
- 2001–2002: Dream Team (Fernsehserie, 21 Episoden)
- 2002: The Hound of the Baskervilles (Fernsehfilm)
- 2004: Lady Musketier – Alle für Eine (La Femme Musketeer) (Fernsehserie, 2 Episoden)
- 2004: Peperoni ripieni e pesci in faccia
- 2005: Tornado – Tödlicher Sog (Nature Unleashed: Tornado)
- 2006: Kreuzritter 8 – Der weiße Ritter (Tirante el Blanco)
- 2006: True True Lie
- 2007: Two Families
- 2012: The Vampire Diaries (Fernsehserie, 4 Episoden)
- 2014: The Mistake (Kurzfilm, Sprecherrolle)
- 2014: Coffee Sex You
- 2015–2016: The Originals (Fernsehserie, 7 Episoden)
- 2017: An Interview with an Ad Man and an Astronaut (Kurzfilm)